# Rudolf Pollak
Rudolf Pollak (* 9. Juni 1864 in Wien; † 27. Februar 1939 ebenda) war ein österreichischer Jurist.

## Leben
Er studierte an der Universität Wien ab 1882 Rechtswissenschaften (1887 Dr. iur., 1889 Richteramtsprüfung und 1893 Advokatenprüfung). Nach der Habilitation 1894 war er zunächst als Hof- und Gerichtsadvokat in Wien tätig. 1897 trat er in den Gerichtsdienst über und war zunächst als Einzelrichter am Handelsgericht, ab 1908 als Rat des Landesgerichts, ab 1912 als Rat des Oberlandesgerichts Wien und letztlich ab 1920 als Horat am Obersten Gerichtshof tätig. Parallel zu seiner Laufbahn im Gerichtsdienst lehrte er sowohl an der Universität Wien als auch an der Exportakademie (der späteren Hochschule für Welthandel). 1907 wurde ihm an der Universität Wien der Titel eines außerordentlichen Universitätsprofessors und 1913 jener eines ordentlichen Universitätsprofessors verliehen. Nach der Umwandlung der Exportakademie in die Hochschule für Welthandelt war er dort von 1926 bis zu einer Emeritierung 1934 Professor des kaufmännischen Rechts. 

## Schriften (Auswahl)
- Die Widerklage. Wien 1889, OCLC 750150739.
- Gerichtliches Geständniss im Civilprozesse. Berlin 1893, OCLC 875554137.
- Rechtsgleichheit. Wien 1919, Digitalisat.
- Grundriss des kaufmännischen Rechtes. Wien 1927, OCLC 913645023.